# バーミングハム (原子力潜水艦)
|          |                                            |
| 艦歴     |                                            |
| 発注     | 1972年1月24日                              |
| 起工     | 1975年4月26日                              |
| 進水     | 1977年10月29日                             |
| 就役     | 1978年12月16日                             |
| 退役     | 1997年12月22日                             |
| 除籍     | 1997年12月22日                             |
| その後   | 原子力艦再利用プログラム                   |
| 性能諸元 |                                            |
| 排水量   | 満載：6,159 トン、 基準：5,789 トン        |
| 全長     | 110.3 m (362 ft)                           |
| 全幅     | 10 m (33 ft)                               |
| 喫水     | 9.7 m (32 ft)                              |
| 最大速   | 水上25 kt (46 km/h)、 水中30+ kt (56 km/h) |
| 潜行深度 | 290 m (950 ft)                             |
| 機関     | S6G reactor 1基                            |
| 乗員     | 士官12名、兵員98名                         |
| モットー |                                            |
|          |                                            |

バーミングハム(USS Birmingham, SSN-695)は、アメリカ海軍のロサンゼルス級原子力潜水艦の8番艦。艦名はアラバマ州のバーミングハムに因む。その名を持つ艦としてはクリーブランド級軽巡洋艦6番艦(CL-62)以来3隻目。

## 艦歴
バーミングハムの建造は1972年1月24日にバージニア州ニューポート・ニューズのニューポート・ニューズ造船所に発注され、1975年4月26日に起工した。1977年10月29日にマリオン・アレン夫人によって命名、進水し、1978年12月16日にポール・L・キャラハン艦長の指揮下就役した。
バーミングハムは1997年12月22日に退役、除籍された。バーミングハムはワシントン州ブレマートンで原子力艦再利用プログラムに基づき解体される予定である。

## 登場作品
『レッド・オクトーバーを追え!』（The Hunt for Red October）
就役公試中に撮影されたバーミングハムの映像が使用された。